# TI CC40
O TI CC40 (Texas Instruments Compact Computer 40) foi um microcomputador portátil produzido pela Texas Instruments. Alimentado por quatro pilhas alcalinas AA e pesando menos de 1 kg, continha um teclado de 48 teclas, display LCD de 20x4 linhas e gravador embutido para armazenamento de dados e programas num formato proprietário de mini-cassete.
A máquina foi projetada como um dispositivo de coleta de dados por vendedores e engenheiros, pois não possuía capacidade de processamento e periféricos que possibilitassem seu uso rotineiro em ambiente corporativo.

## Características
- Memória:
  - ROM: 8-128 KiB
  - RAM: 4 KiB–16 KiB
- Teclado: calculadora, 48 teclas, teclado numérico reduzido, quatro teclas de função
- Display: LCD embutido, com ajuste de contraste
  - 20 X 4 (texto)
- Expansão:
  - 1 slots para cartuchos
- Portas:
  - 1 conector de expansão
  - 1 conector para alimentação por corrente alternada
- Armazenamento:
  - Gravador de fita magnética embutido